# Korucu, İvrindi
Korucu là một thị trấn thuộc huyện İvrindi, tỉnh Balıkesir, Thổ Nhĩ Kỳ. Dân số thời điểm năm 2010 là 1.074 người.